# رژه بابا نوئل در تورنتو
رژهٔ بابا نوئل در تورنتو (انگلیسی: Toronto Santa Claus Parade) یک رژهٔ کاروانِ بابا نوئل در شهر تورنتو در استان انتاریو است که هر سال در سومین یکشنبهٔ ماهِ نوامبر در این شهرِ کانادا برگزار می‌شود.
همه‌ساله حدود نیم میلیون نفر از این رژهٔ خیابانی بازدید می‌کنند.
شبکه تلویزیونی سی‌تی‌وی از حوالی ساعت ۴ بعدازظهر، این برنامه را به مدت ۱٫۵ ساعت در سرتاسر کانادا پخش می‌کند.
این جشن حدود ۲۵ تخت‌روانِ بزرگِ متحرک حاوی مجسمه‌ها و ماکت‌های گوناگون، ۲۰ الی ۲۵ گروه موسیقی و ۱۷۰۰ مشارکت‌کننده دارد و مسیری در حدود ۵٫۶ کیلومتر را طی می‌کند. این کاروان یکی از بزرگترین رژه‌های آمریکای شمالی محسوب می‌شود.
نخستین رژهٔ بابا نوئل در تورنتو در ۲ دسامبر ۱۹۰۵ میلادی صورت پذیرفت.

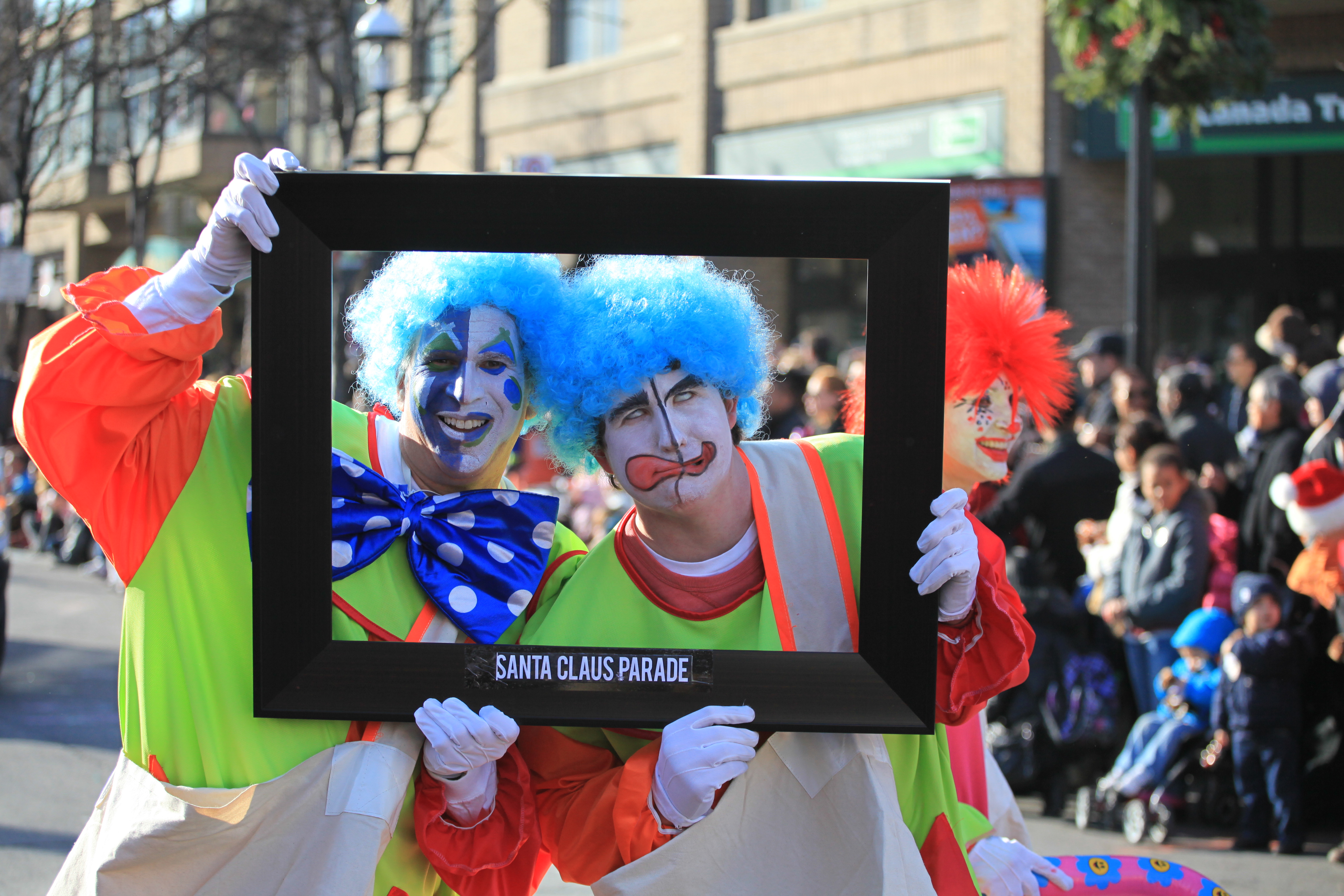